# アルチョーム
アルチョーム（ロシア語: Артём, ラテン文字転写: Artyom ロシア語発音: [ɐrˈtʲɵm]）は、ロシア極東部・沿海地方にある都市。人口は10万9556人（2021年時点）。ウラジオストクから北東へ53キロメートル離れた、ムラヴィヨフ＝アムールスキー半島北部の付け根部分にある炭鉱都市である。

## 歴史
アルチョームは1924年に炭鉱の町として築かれた。町の名はロシア革命期の革命家フョードル・セルゲーエフ（ヨシフ・スターリンの養子アルチョム・セルゲーエフの実父・「同志アルチョーム」の名で知られた）にちなむ。1938年10月26日には市に昇格した。
第二次世界大戦後、第12収容地区（ラーゲリ）が設置され、シベリアに抑留された多くの日本人捕虜が収容された。捕虜は近隣のアルチョーム炭鉱で強制労働に従事した。当地で亡くなった者の日本人墓地が存在する。
2004年には周囲にあった都市型集落ウグロヴォイェ、ザヴォドスキー、アルチョーモフスキーを合併し、人口は6万人強から10万人強へ増加した。

## 経済
- 主な企業は炭鉱企業や家具製造工場で、その他には建材、コンクリート、陶器などの工場が立地する。枯渇しつつある炭鉱に代わり、国際空港や鉄道分岐点や幹線道路があることを活かした交通・物流関連産業への転身が図られている。
- プリモリエ・エンタテイメントゾーンが2021年完成を目指して建設中である。その中で一部カジノ施設のTigre De Clistalと高級ホテル、ゴルフ場は2015年に開業している。

## 交通
- 空港 - ウラジオストク国際空港
- 鉄道 - シベリア鉄道ナホトカ支線：アルチョーム駅、クネヴィッチ駅